# Serge Demierre
Serge Demierre, né le 16 janvier 1956 à Genève, est un coureur cycliste suisse, professionnel de 1977 à 1991. Il a notamment remporté une étape du Tour de France. 

## Palmarès

### Palmarès amateur
- 1974
  - Tour du Pays de Vaud
  -  Médaillé de bronze du championnat d'Europe du contre-la-montre par équipes juniors
- 1975
  - 1re étape du Tour de RDA
- 1976
  -  Champion de Suisse sur route amateurs
  - Bienne-Magglingen
  - 2e du GP Commune de Meyrin

### Palmarès professionnel
- 1980
  - 6e étape du Tour de Suisse
- 1981
  - 2e étape du Tour d'Allemagne
  - 5e et 7ea (contre-la-montre) étapes du Tour de Catalogne
  - Trophée Baracchi (avec Daniel Gisiger)
  - 2e du Tour de Catalogne
- 1982
  - 9e étape du Tour de Suisse
  - 2e du Tour du Latium
- 1983
  -  Champion de Suisse sur route
  - 2e étape du Tour de Romandie
  - 4e étape du Tour de France
  - 3e des Trois vallées varésines
  - 8e de Tirreno-Adriatico
- 1984
  - Ruota d'Oro
  - 6e étape du Tour de Catalogne
  - 2e de la Coppa Agostoni
- 1987
  - 3e étape du Grand Prix Guillaume Tell
- 1988
  - 3e étape du Tour de Grande-Bretagne
- 1991
  - 4ea étape du Tour de Romandie

## Résultats sur les grands tours

### Tour de France
4 participations
- 1982 : 72e
- 1983 : 71e, vainqueur du prix de la combativité et de la 4e étape
- 1984 : abandon (5e étape)
- 1991 : hors délais (12e étape)

### Tour d'Italie
4 participations
- 1980 : abandon (7e étape)
- 1981 : 27e
- 1985 : abandon (14e étape)
- 1986 : 101e

### Tour d'Espagne
1 participation
- 1978 : abandon (7e étape)